# 88 (歌曲)
《88》是日本視覺系樂團LM.C的第8張單曲，於2008年6月4日由波麗佳音發售。A面曲《88》是電視動畫《家庭教師HITMAN REBORN!》第4首主題曲。LM.C的代表作之一。歌名「88」是指國際天文學聯合會訂立世界共通的星座數目。

## 創作
《88》早在單曲發行的6年前已經寫好，寫於maya曾參加的樂團解散後。LM.C亦曾於2007年2月3日在SHIBUYA-AX演唱過這首歌，但他們覺得當時不是出這首歌的合適時機。在早期，他們將焦點放在適合在現場演唱的歌曲。若像《88》般走普通流行曲風，他們認為有可能會影響現場演唱的氣氛，故決定留待有嘗試其他曲風的餘裕時再來出這首歌。歌名「88」是指國際天文學聯合會訂立世界共通的星座數目。因為maya出身自長野縣，常常看到星空，所以LM.C的歌曲經常跟星星有關。

## 發行
單曲以五種形式發售，包括4種初回版本（A、B、C、REBORN!盤），以及正常版本。
A面曲《88》是電視動畫《家庭教師HITMAN REBORN!》第4首主題曲，是LM.C在2007年5月的《BOYS & GIRLS》後，再次為該動畫提供主題曲。以《88》為主題曲的故事篇章為「10年後的未來篇」，即第74至101集。動畫製作方再次邀請LM.C提供主題曲時，LM.C將珍藏已久的《88》給對方聽，結果動畫製作方很喜歡這首歌。maya在《BOYS & GIRLS》後看了《家庭教師HITMAN REBORN!》的原著漫畫和動畫，變得很喜歡這部作品。
《88》在發售首週在Oricon公信榜奪得第3名，至今仍是LM.C在該榜最高的排名。

## 現場演出
《88》自發表後一直是LM.C的代表歌曲之一。2010年，LM.C在俄羅斯莫斯科演唱會的安可環節上詢問觀眾喜歡哪首歌後，為觀眾演唱原本不在歌單的《88》。2015年8月8日，LM.C舉辦了以《88》為題的「Good-bye澀公!! 88之夜」（Good-bye渋公!! 88ナイト）演唱會。當晚演唱到《88》時，全場染上螢光棒的藍色；這是給LM.C的驚喜環節。

## 收錄曲目
1. 88
作詞、作曲：LM.C，編曲：LM.C、渡邊善太郎
電視動畫《家庭教師HITMAN REBORN!》第4首主題曲（第74至101集）
2. ...with VAMPIRE
作詞、作曲、編曲：LM.C

## 翻唱
- EVE《Counteraction -V-Rock covered Visual Anime songs Compilation-》（2012年5月）[12]

## 外部連結
- YouTube上的《88》音樂影片
- LM.C作品列表（日語）